# SD Gundam Gaiden: Knight Gundam Monogatari
Ne doit pas être confondu avec SD Gundam Gaiden: Knight Gundam Monogatari - Ooinaru Isan.
SD Gundam Gaiden: Knight Gundam Monogatari (SDガンダム外伝 ナイトガンダム物語) est un jeu vidéo de rôle développé et édité par Bandai en août 1990 sur NES. C'est une adaptation en jeu vidéo de la série basée sur l'anime Mobile Suit Gundam et notamment Super Deformed Gundam. Il est notamment basé sur l'univers de SD Gundam Gaiden Sieg Zion Hen et c'est le premier opus d'une série composée de cinq jeux vidéo de rôle. Il a été porté en 1994 sur Game Boy,.

## Portage
- Game Boy : 1994

## Série
1. SD Gundam Gaiden: Knight Gundam Monogatari
2. SD Gundam Gaiden: Knight Gundam Monogatari - Ooinaru Isan : 1991, Super Nintendo
3. SD Gundam Gaiden: Knight Gundam Monogatari 2 - Hikari no Kishi : 1992, Nintendo Entertainment System
4. SD Gundam Gaiden: Knight Gundam Monogatari 3 - Densetsu no Kishi Dan : 1992, Nintendo Entertainment System
5. SD Gundam Gaiden 2: Entaku no Kishi : 1992, Super Nintendo